# سلاق أمان خرلر
سلاق أمان خرلر (بالفارسية: سلاق امان خرلر) هي قرية تقع في غلستان في إيران. يقدر عدد سكانها بـ 797 نسمة بحسب إحصاء 2016.